# سایت‌سیر
سیتی‌سیر (به انگلیسی: CiteSeer) نام یک موتور جستجوی عمومی و کتابخانه دیجیتال است که بیشتر محتوای آن مقالات دانشگاهی مربوط به دانش اطلاعات و کامپیوتر است و اکنون نام آن به سیتی‌سیر ایکس (به انگلیسی: CiteSeerX) تغییر کرده‌است و بسیاری آن را به عنوان اولین موتور جستجوی آکادمیک و دانشگاهی می‌شناسند.